# La rivincita di Maciste
La rivincita di Maciste er en italiensk stumfilm fra 1921 af Luigi Romano Borgnetto.

## Medvirkende
- Bartolomeo Pagano som Maciste
- Henriette Bonard som Miss Elisa Guappana
- Erminia Zago som Miss Dorothy Bull-Dog
- Guido Clifford
- Mario Voller-Buzzi
- Gino-Lelio Comelli
- Giulio Dogliotti
- Emilio Vardannes